# アントン・ミュッセルト
アントン・アドリアーン・“アド”・ミュッセルト（Anton Adriaan “Ad” Mussert、1894年5月11日 - 1946年5月7日）は、オランダの政治家。オランダ国家社会主義運動（NSB）の設立者の一人であり、事実上の最高責任者だった。戦前から戦中にかけてのオランダで最も有名な国家社会主義者であり、戦中でもドイツ政府からの援助を受け、その地位を維持し続けた。戦後、オランダ王室への大逆罪にあたるとして逮捕され、翌年死刑判決を受けた。

## 経歴

### 生い立ち
北ブラバント州・ウェルケンダム出身。公立小学校校長の四男として生まれた。プロテスタント信者で教育熱心な両親は、なおかつオランダ王室への敬愛の念が強く、家にオランダの象徴であるオレンジの木を植えていた程だった。こうしたナショナリズムあふれる環境は、幼少期のミュッセルトに多大な影響を与えた。
小学校卒業後、ホルクムの公立中学校に入学。卒業後、軍人であった兄のヨセフスに憧れていたミュッセルトは、伝統を重んじる海軍将校を志していたが、身長の問題で断念せざるを得なかった。夢を断たれたミュッセルトは、仕方なく土木工学技師を目指しデルフト工科大学に入学することとなる。

### 第一次世界大戦
18歳の時、第一次世界大戦が勃発。真っ先に志願したミュッセルトは要塞の砲兵下士官となったが、早発弾を受け腎臓に重傷を負ってしまう。前線を離れたミュッセルトは故郷に連れ戻され、20歳年上の叔母のマリア・ウィトラムより懸命の看病を受ける。1915年学業に復帰し、1918年、ついに土木技術者の資格を取得した。なお、前述の叔母とはこれを機に関係を結ぶようになり、周囲の猛反対と失笑を受けつつも1917年に結婚している。

### オランダ国家社会主義運動

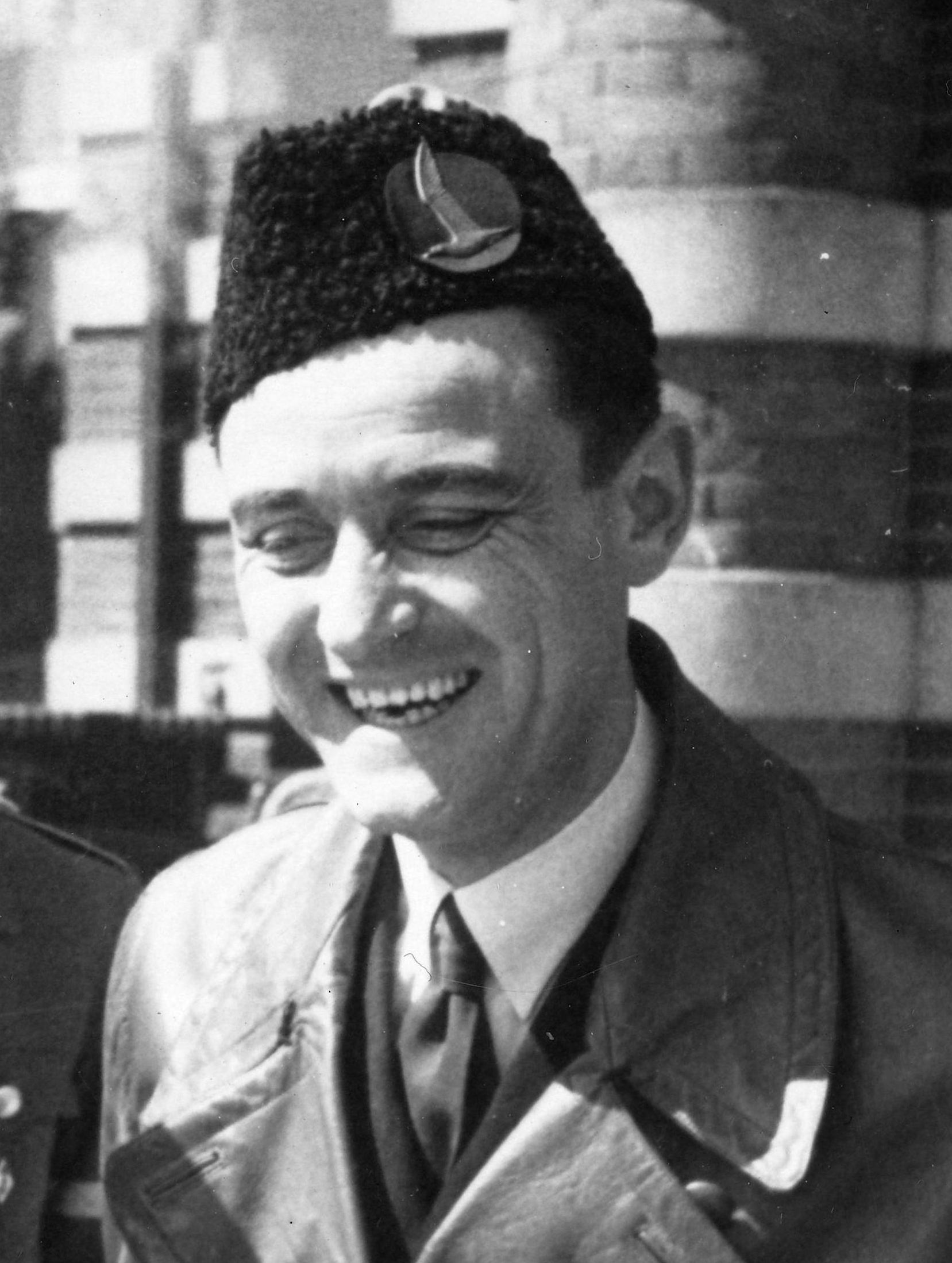
NSBの共同設立者となったヘールカーケン

だが1920年代ごろから、大オランダ主義を鼓舞する国粋活動に身を投じるようになり、1931年12月14日、コルネリス・ファン・ヘールカーケンとともにオランダ国家社会主義運動（NSB）を設立、党首となる。
1933年の時点では、ユトレヒトの党大会で600人の支持者を集めるに過ぎなかったが、翌年の党大会ではアムステルダムにおいて25,000人の支持者を集めた。さらにその翌年の1935年、議会選挙で3万票を獲得。この事は国内の国家社会主義者たちを大いに勢いづけ、1937年の時点ではこうした右派勢力は議会の半数を獲得した。
NSBは当初、会員として数百人のユダヤ人が所属していたことを自慢していたが、隣国であるドイツの政権政党であり、友党でもあったナチスが政権を得た後にユダヤ人排斥運動を展開させていくにつれ、その方針を転換せざるを得なかった。

### 対独協力

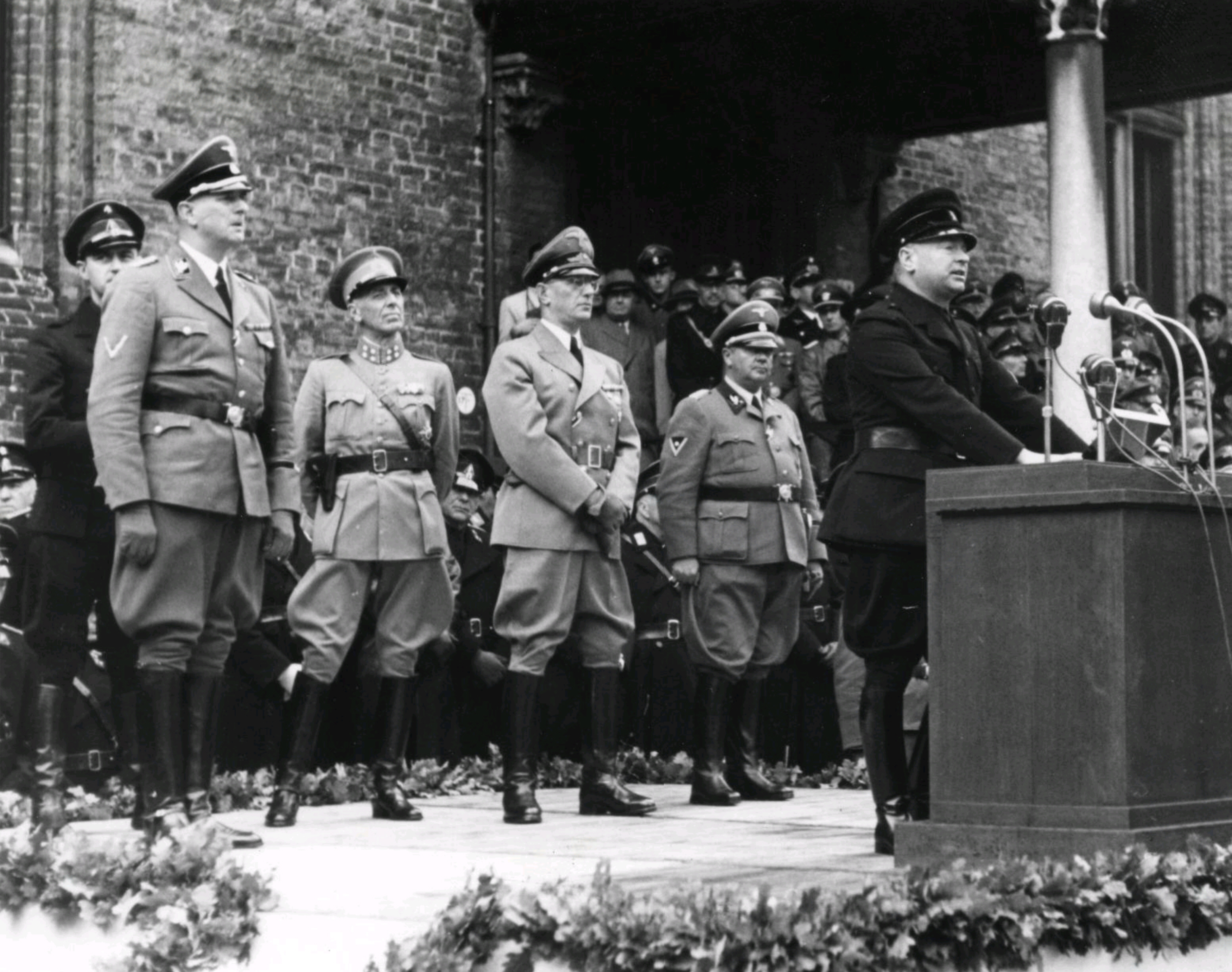
ハーグで演説するミュッセルト（1941年10月）
ミュッセルトの背後左から三人目がザイス＝インクヴァルト国家弁務官

1939年9月にドイツがポーランドに侵攻、その後オランダの隣国であるイギリスとフランスが相次いでドイツに宣戦布告をしたことで第二次世界大戦が勃発した。
1940年4月、オランダ政府は非常事態を発令した。これはミュッセルトの支持者らがウィルヘルミナ女王誘拐の準備を進めているというニューヨーク・タイムズの報道を受けてのことだった。
5月10日、ドイツ軍がオランダに侵攻・占領すると、NSBを除く全政党の活動は禁じられミュッセルトは活動を再び活発に行う様になった。とは言えミュッセルトはオランダ人としてのプライドから対独協力に慎重な態度を取り、同じNSB党員ながらも積極的にオランダのドイツ化を進めようとしたネーデルラントSSのヘンク・フェルトマイヤーとは対照を為した。
このため、占領直後のオランダ傀儡政権の閣僚にミュッセルトは名を連ねることは出来ず、そればかりかドイツの国家弁務官のアルトゥル・ザイス＝インクヴァルトからベルリンに呼び出されてやっと積極的な対独協力に踏み切る有様だった。それ以降ミュッセルトはゲシュタポに協力してオランダ国内のレジスタンス活動家の殲滅を行ったり、NSB党員を武装親衛隊の義勇兵として戦場へ送り込むなどドイツに積極的に協力するようになり、ヒトラーが1942年12月13日にミュッセルトを「オランダ人民の総統(Führer)」であると述べるほどの存在になった。

### 逮捕と処刑

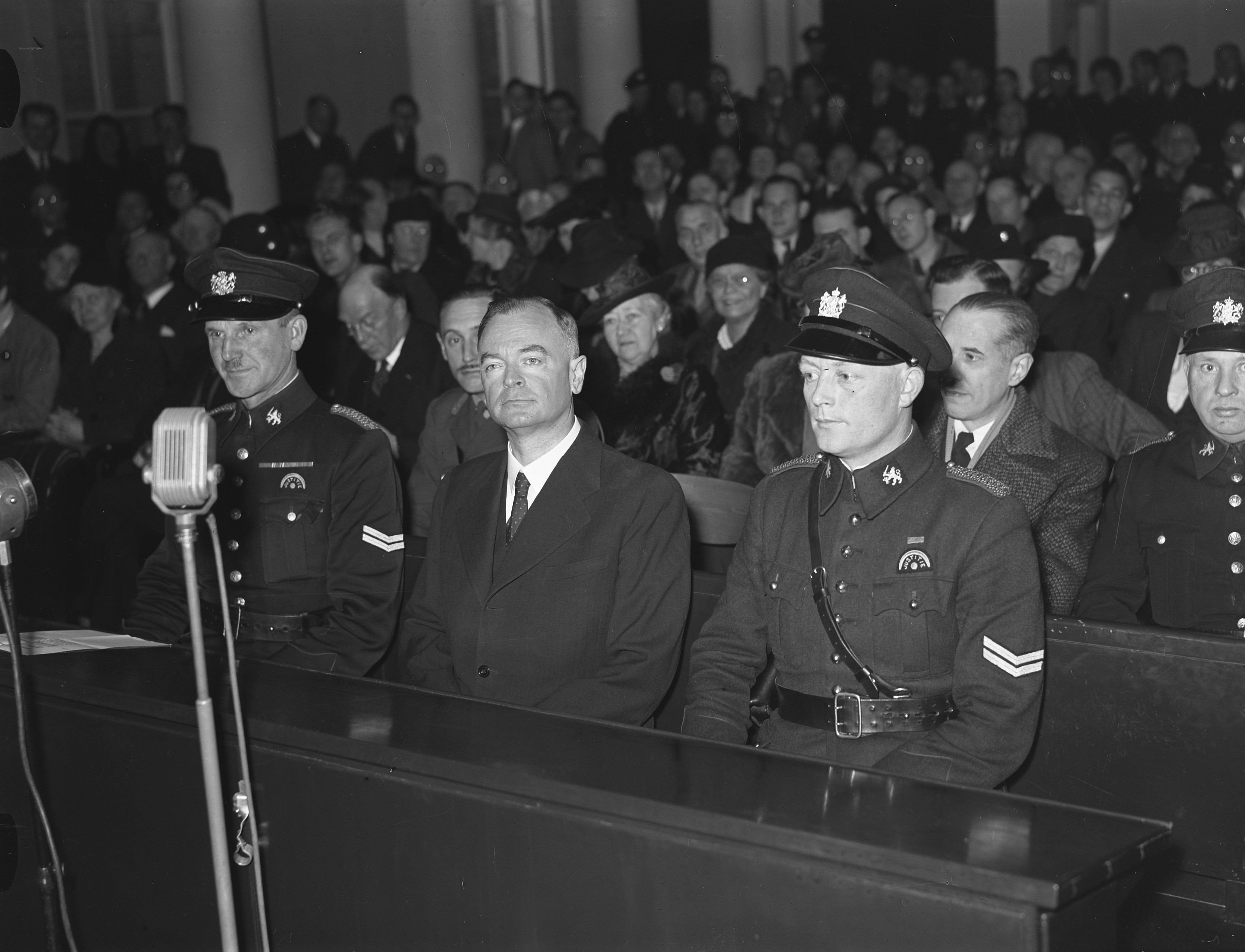
大逆罪裁判でのミュッセルト

1945年5月7日、ドイツの降伏後、ハーグのNSB支部館内に於いて逮捕された。逮捕後にアメリカのUPI通信社の記者のウォルター・クロンカイトからインタビューを受けた際にミュッセルトは「オランダを守るためにしかたなくドイツに協力した」と弁明した。しかし、インタビュー後に「ハイル・ヒットラー」と右手を挙げた。
裁判においてミュッセルトの行為はオランダ王室に対する大逆罪として有罪判決を受け、翌年の5月7日、デン・ハーグ郊外のワールスドッペルブラクトで銃殺刑に処せられた。皮肉にもそこは、ミュッセルトがかつて協力したドイツにより250人ものオランダ市民が虐殺された所だった。